# Kandava
Kandava (tyska: Kandau, liviska: Kāndav) är en kommunhuvudort i Lettland.   Den ligger i kommunen Kandavas novads, i den västra delen av landet, 80 km väster om huvudstaden Riga. Kandava ligger 81 meter över havet och antalet invånare är 3 592.
Terrängen runt Kandava är platt. Runt Kandava är det glesbefolkat, med 16 invånare per kvadratkilometer. Kandava är det största samhället i trakten. I omgivningarna runt Kandava växer i huvudsak blandskog.